# Добрица Ерић
Добрица Ерић (Доња Црнућа, 22. август 1936 — Београд, 29. март 2019) био је српски драмски писац и песник.
Био је члан Удружења књижевника Србије и многих другиx удружења, између осталог и Удружења за културу, уметност и међународну сарадњу „Адлигат” у Београду, где се налази и део његове заоставштине, у оквиру Збирке књижевника Добрице Ерића.

## Биографија
Рођен је 22. августа 1936. године у Доњој Црнући, поред Горњег Милановца. Родитељи Милош и Радмила били су пољопривредници. Завршио је четири разреда основне школе у селу Враћевшници.
Аутор је неколико романа, пет књига лирске прозе, 23 збирке песама, пет позоришних драма, преко 40 књига за децу. Заслужни је уметник града Београда. Прву збирку песама објавио 1959. године, а касније још више од стотину књига поезије, прозе, антологија, сликовница итд. Дела су му продата у тиражу од милион примерака. Доста их је преведено на стране језике. Управни одбор Удружења књижевника Србије га је 30. марта 2012. предложио за дописног члана Српске академије наука и уметности.
Био је уредник часописа Расковник (са Драгишом Витошевићем), Полетарац Душка Радовића, главни уредник Издавачке куће Нолит.
Био је домаћин Драгачевског сабора у Гучи 2013. године.
Преминуо је у 29. марта 2019. године, у 83. години, у Београду. Сахрањен је у родном месту, на сеоском гробљу у Доњој Црнући.
Ја сам увек ишао помало у раскораку са стварношћу, а поготову данас. И песме су сада у новом веку, као и лепота уметности уопште, у раскораку са здравим разумом и у дослуху са невременом, па се све чешће питам да ли се вреди још борити лепим речима и мислима за место под немилосрдним сунцем, које нас такође не гледа и не милује онако често и нежно као у детињству. Сад су у моди неке туђе речи и сунца, чији смисао, или пре бесмисао, ја не разумем и не прихватам, чак и по цену потпуне изопштености и самоће која је преурањена чак и за моје године.— Добрица Ерић
У октобру 2021. откривена је Ерићева биста у дворишту Средње школе у Книћу.

### Занимљивост
Мање је познато да је Добрица Ерић написао и прву песму за познатог певача фолк музике Мирослава Илића под називом „Волео сам девојку из града”, као и песму „Моравско предвечерје”, за коју је музику написао Обрен Пјевовић, а отпевао ју је Мирослав Илић. Аутор је и Цецине песме „Детелина са четири листа”.
По њему се зове Удружење за одбрану ћирилице „Добрица Ерић”.

## Признања
- Горанов вијенац 1974.
- Младо поколење 1977.
- Орден заслуга за народ 1977.
- Награда Змајевих дечјих игара 1982.
- Награда Вукове задужбине 1982.
- Књижевна награда „Невен”, за књигу Писмо краљици света, 1988.
- Велика базјашка повеља, 1997.
- Награда „Милан Ракић”, за књигу Ружа ветрова, 2001.
- Змајева награда
- Повеља Змајевих дечјих игара, 2005.
- Награда за животно дело у области уметничког стваралаштва о селу и сељаштву
- Златни прстен фестивала Булка
- Златна потковица и звање Витез чарапаније у Крушевцу
- Златни кључ Смедерева
- Матићева повеља
- Награда Српске књиге
- Златни лептир и Витезова повеља за животно дело у књижевности за децу
- Највиша признања завичајних градова, Горњег Милановца, Тополе и Кнића
- Диплома редовног члана руске Петровске академије додељена му је у Санкт-Петербург, 2012.
- Звање Витез од духа и хумора (Гашин сабор, 2018), додељују Центар за уметност стрипа Београд при Удружењу стрипских уметника Србије и Дечји културни центар Београд[15]

### Разапета земља
За књигу родољубивог песништва Разапета земља, која је доживела десет издања добио је петнаест награда:
- Награда „Жичка хрисовуља”, Жича, 1992.
- Награда „Лазар Вучковић”, Приштина, 1994.
- Видовданска награда Републике Српске Свети Сава, 1995.
- Октобарска награда Београда, 1995.
- Велика базјашка повеља Савеза Срба у Румунији, 1996.
- Повеља Шушњара, Бања Лука, 1998.
- Награда Шушњар, Српски Сански Мост, 1999.
- Златни беочуг града Београда, 2000.
- Награда Филип Вишњић, Вишњићево, 2001.
- Награда „Кондир Косовке девојке”, Грачаница, 2002.
- Повеља Мораве, Мрчајевци, 2003.
- Повеља Стевана Синђелића, Свилајнац, 2006.
- Сретењска награда Одзиви Филипу Вишњићу, Орашац, 2008.
- Суза Јасеновца, Доња Градина, Козарска Дубица, 2008.
- Песничко успеније, Звечан, 2009.

## Дела

### Књижевна дела
- Свет у Сунцокрету, (1959)
- Вашар у Тополи, (1965)
- Стари сељачки календар, (1966)
- Славуј и сунце, (1968)
- Огрлица од грлица, Културни Центар, Нови сад (1969)
- Торта са пет спратова, (1973)
- Од рата до златара, (1973)
- Добрица чобанска торбица, (1973)
- Сишло буре у обруче, (1974)
- Песма о свицима, (1975)
- Долина сунцокрета, (1976)
- Река с ружом римована, (1976)
- Вечни кратковечници, (1977)
- Славуј и сунце, ИРО. Младост, Загреб (1978)
- Башта са седам ружа, (1979)
- Читанка годишњих доба, (1979)
- Торбица чаробница, (1979)
- Срицање жене, (1980)
- Лето у Калипољу, ИРО. Веселин Маслеша, Сарајево (1980)
- Чардак између четири јабуке, (1980)
- Доба дулека, (1980)
- Цар пчелар, (1981)
- Шеширић као булка, (1981)
- Прстен у извору, (1981)
- Мој друг, Миливојчићев луг, (1982)
- Од азбуке до златне јабуке, (1982)
- Добро вече, добра зелена долино, (1984)
- Стабло твог тела, (1984)
- Сунчева вереница, (1985)
- Споменар на дар, (1986)
- Тако жубори река, (1987)
- Месечеви миљеници, (1987)
- Кад коњ зарже, (1987)
- Писмо краљици цвећа, Рад, Београд (1988)
- Вукова старинарница, (1988)
- Рождество ратарево, (1989)
- Крунисање, (1989)
- Бунар за пријатеље, (1990)
- Кокајте се кокице, (1990)
- Бал вампира, (1990)
- Пужева срма, (1991)
- Еколошки буквар, (1991)
- Плава месечина, (1991)
- Сан Гружанске летње ноћи, (1992)
- Језеро Јежева бара, (1993)
- У ватри бисмо, не изгорисмо, (1993)
- Плачи вољена земљо, (1993)
- Разапета земља, (1999)
- Вилина Долина, (1999)
- Пусти пуже рогове, ИП. Рад, Београд (2002)
- Крунисање, ИП. Рад, Београд (2002)
- Дечак са златом липе у коси, (2005)
- Пета страна света, Пчелица (2012)
- Бајка о цару пчелару, Пчелица (2013)
- Бројанице из Грачанице, Catena Mundi (2013)
- Цица Мица Чачкалица, Пчелица (2014)
- Наша гошћа година, Креативни центар (2019)
- Благо воћа и поврћа, Креативни центар (2015)
- Прича из мрављег света, Креативни центар (2008)
- Чардак између четири јабуке, постхумно објављена (2021)

### Стрипови
Ерић је током шездесетих година био један од најважнијих стрипских сценариста горњемилановачког издавача Дечје новине. Дебитовао је у часопису Дечје новине, али је главна дела остварио у едицији историјских стрипова Никад робом, где се издваја серијал Блажо и Јелица.
1. Зимска бајка, Дечје новине, цртач Александар Клас
2. Зачарана шума, Дечје новине, Александар Клас
3. Зачарана труба, Дечје новине, Александар Клас
4. Плава праћка, Дечје новине, Александар Клас
5. Под зидинама древног Борча, „Никад робом“ бр. 5, 1964, Радивој Богичевић
6. Тајанствени лагуми, „Никад робом“ бр. 9, 1964, Радивој Богичевић (серијал Блажо и Јелица)
7. Отмица у шуми, „Никад робом“ бр. 16, 1964, Радивој Богичевић (серијал Блажо и Јелица)
8. Крваво свитање, ванредна свеска „Никад робом“, април 1965, Брана Јовановић
9. Султанова робиња, „Никад робом“ бр. 21, 1965, Радивој Богичевић (серијал Блажо и Јелица)
10. Заточеник и орлови, „Никад робом“ бр. 36,	1966, Бранко Плавшић (серијал Блажо и Јелица)
11. Пожар на памучном пољу, „Никад робом“ бр. 62, 1966, Миодраг Ђурђић
12. Браћа, „Никад робом“ бр. 63, 1966, Петар Радичевић
13. Топови са Јешевца, „Никад робом“ бр. 78, 1967, Миодраг Ђурђић (серијал Блажо и Јелица, касније наставили Чолић и Плавшић)
14. Трагови слободе, „Никад робом“ бр. 81, 1967, Петар Радичевић
15. Замке, „Никад робом“ бр. 95, 1967, Љубомир Филиповски
16. Таковски устанак II, Барјак над Србијом, „Никад робом“ бр. 136, 1968, Брана Јовановић
17. Бубњеви у ноћи, „Никад робом“ бр. 148, 1968, Бранко Плавшић

## Збирка књижевника Добрице Ерића
Добрица Ерић био је члан Удружења за културу, уметност и међународну сарадњу „Адлигат” у Београду и један од првих људи који су подржали формирање ове институције. У Удружењу је за живота формирао Збирку књижевника Добрице Ерића и поклонио велики број својих рукописа и књига из личне библиотеке, а за колекцију потписа Удружења потписао је више од стотину књига. У његовој Збирци су такође и његов омиљени нож за папир, наочаре и ручни сат.

## Галерија
- Добрица Ерић са Јованом Зивлаком (лево) и Миодрагом Драганићем (средина) на Змајевим играма у Новом Саду, 1995.
- Добрица Ерић са Првославом Вујчићем на Сајму књига у Београду, 2004.
- Део збирке у Удружењу „Адлигат”: Ерићев ручни сат и наочаре
- Посвета Добрице Ерића Удружењу „Адлигат”
- Гроб Добрице Ерића у Доњој Црнући